# اینترلوکین ۲۳ زیرواحد آلفا
اینترلوکین-۲۳ زیرواحد آلفا (به انگلیسی: Interleukin-23 subunit alpha) یک پروتئین است که در انسان‌ها توسط ژن IL23A کد گذاری شده است. IL-23 توسط سلول‌های دندریتیک و ماکروفاژها تولید می‌شود.
اینترلوکین ۲۳ یک سایتوکاین دایمر پروتئین متشکل از  IL-12p40  زیر واحد است که با IL-12 و  IL-23p19  زیر واحد به اشتراک گذاشته شده است. گیرنده‌های کاربردی برای IL-23 (گیرنده IL-23) شناسایی شده است و از IL-12R β1 و IL-23R تشکیل شده است.